# Insufficienza renale acuta
L'insufficienza renale acuta (IRA), o danno renale acuto (dall'inglese acute kidney injury, AKI), è una sindrome clinica caratterizzata da una rapida riduzione della funzionalità renale (calo della VFG) che determina aumento dell'azotemia e della creatininemia, oliguria, alterazioni elettrolitiche e dell'equilibrio acido-base. La perdita della funzionalità renale è evidenziabile con la misurazione della creatinina nel siero che consente di stimare la funzione renale.

## Definizione
La definizione riportata sopra ha due limiti: il primo è che il peggioramento della funzione renale necessario e sufficiente per parlare di insufficienza renale acuta non è determinato, il secondo è che molti autori negano l'attendibilità della creatininemia come parametro di valutazione della funzione renale in pazienti non stabili. Per ottenere una definizione univoca è stato creato un gruppo di studio (Acute Dialysis Quality Initiative o ADQI) con lo scopo di creare delle linee guida per la definizione il trattamento e la prevenzione della IRA.. Questo gruppo ha proposto un criterio denominato RIFLE (Risk, Injury, Failure, Loss, and End-stage kidney disease) successivamente ampliato e modificato dal gruppo di studio denominato Acute Kidney Injury Network (AKIN) che ha stabilito criteri più completi.
Esistono due criteri principali per definire l'insufficienza renale acuta: il criterio RIFLE e il criterio AKIN. Sono di estrema importanza poiché confermano che piccoli incrementi della creatininemia costituiscono un'insufficienza renale acuta e possono avere conseguenze importanti sulla sopravvivenza dell'individuo. Studi più recenti tendono a risolvere il problema identificando marcatori più sensibili della funzione renale, analoghi alla troponina che permetteranno una classificazione non dipendente dalla creatininemia i cui limiti in questi casi sono evidenti. In via sperimentale è l'uso della lipocalina-2 come marker dell'IRA.

### Criteri RIFLE[3]
I criteri RIFLE definiscono l'insufficienza renale acuta in base a due variabili ovvero i livelli sierici di creatinina e la diuresi.
RIFLE è l'acronimo inglese di:
- Risk (rischio [di IRA]): aumento della creatinina del 50% (creatinina sierica sale a 1.5 volte il valore originario), riduzione della velocità di filtrazione glomerulare (VFG) del 25% o della diuresi a meno di 0,5 mL/kg/h per oltre 6 ore;
- Injury (danno [renale]): raddoppio della creatinina (cioè a dire aumento del 100%), riduzione del VFG del 50% o della diuresi a meno di 0,5 mL/kg/h per oltre 12 ore;
- Failure (malfunzionamento [dei reni]): aumento della creatinina del 200% (creatinina sierica sale a 3 volte il valore originario), riduzione del VFG del 75% o della diuresi a meno di 0,3 mL/kg/h per oltre 24 ore (oliguria) o anuria per 12 ore;
- Loss (perdita [di funzione renale]): perdita completa della funzione renale che richiede terapia sostitutiva (emodialisi) per più di quattro settimane;
- End-stage kidney disease (insufficienza renale terminale): uremia, cioè perdita completa della funzione renale che richiede terapia sostitutiva (emodialisi) per più di tre mesi.

Questo criterio si è dimostrato valido per definire il rischio morte dei pazienti con IRA (più alto il RIFLE più alto il rischio morte dei pazienti).
Nel caso in cui la creatininemia e la diuresi indichino due diversi livelli di gravità, lo stadio è indicato dalla funzione maggiormente compromessa.

### Criteri AKIN
Il criterio stabilito dal gruppo di studio denominato Acute Kidney Injury Network (AKIN) stabilisce che si parla di insufficienza renale acuta quando in 48 ore la creatininemia sale di 0,3 mg/dL, o di oltre il 150% o vi è una riduzione della diuresi al di sotto di 0,5 mL/kg per più di sei ore (questi ultimi due criteri sono identici a quelli del RIFLE). L'ultimo criterio non si applica se vi è un'ostruzione delle vie urinarie.
La stadiazione prevede tre livelli di crescente gravità:
- Stadio 1 corrisponde al rischio del criterio RIFLE: aumento della creatinina di 0,3 mg/dL rispetto al valore basale o di 1,5 volte rispetto al valore basale. Calo della diuresi < 0,5 mL/kg/h per oltre 6 ore.
- Stadio 2 corrisponde al danno renale del RIFLE: aumento della creatinina di 2 volte rispetto al valore basale. Calo della diuresi < 0,5 mL/kg/h per oltre 12 ore.
- Stadio 3, corrisponde al malfunzionamento renale del RIFLE: aumento della creatinina maggiore di 3 volte rispetto al valore basale. Calo della diuresi < 0,3 mL/kg/h per oltre 24 ore o anuria per oltre 12 ore.

Gli stadi successivi del RIFLE non vengono presi in considerazione in quanto di eccessiva gravità. Sebbene gli studi epidemiologici al riguardo siano ancora pochi, appare evidente la correlazione tra lo stadio di malattia e la mortalità o la perdita permanente della funzione renale.

### Criteri KDIGO AKI Guideline Work Group
Stadio Creatinina sierica Diuresi
1 Incremento da 1,5 a 1,9 volte il valore basale o ≥ 0,3 mg/dL (≥ 26,5 µmol/L) 0,5 mL/kg/h da 6 a 12 h
2 Incremento da 2,0 a 2,9 volte il valore basale < 0,5 mL/kg/h per ≥ 12 h
3 Incremento di 3 volte il valore basale o ≥ 4,0 mg/dL (≥ 353,6 µmol/L) o inizio RRT o in pazienti con età <18 anni diminuzione del eGFR < 35 mL/min per 1,73 m²  <0,3 mL/kg/h per ≥ 24 h o anuria per ≥ 12 h

## Cause di insufficienza renale acuta
Classicamente le cause di insufficienza renale vengono classificate in base alla sede anatomica del danno renale.
È pertanto necessario ricordare che:
1. il sangue arriva al rene attraverso le arterie renali
2. viene filtrato a livello glomerulare
3. il filtrato glomerulare passa attraverso i tubuli renali e viene in gran parte riassorbito
4. Il fluido finale (le urine) lascia il rene attraverso le vie escretrici (pelvi renale, uretere, vescica, uretra)

Un'alterazione della funzione renale (acuta o cronica) può essere causata da qualsiasi processo che altera qualunque di queste strutture e/o la loro funzionalità.
Si parlerà pertanto di cause prerenali di IRA (IRA prerenale) quando vi è un'alterazione dell'elemento 1, cause renali di IRA (IRA renale) quando gli elementi interessati sono il 2 o il 3 e di IRA post renale (od ostruttiva) quando l'elemento interessato è il 4.
Molte di queste condizioni possono determinare IRA o insufficienza renale cronica in relazione alle modalità di presentazione e di progressione della malattia.

### IRA prerenale
L'IRA prerenale è determinata da patologie che determinano ipoperfusione renale e perdita della funzionalità dell'organo senza danno parenchimale evidente. È la forma di IRA più comune poiché comprende il 55% della casistica. L'ipoperfusione renale responsabile della sindrome è reversibile con il ripristino delle normali condizioni di flusso sanguigno ma se diviene grave provoca un danno ischemico e sfocia nella necrosi tubulare acuta (NTA). Affinché i reni lavorino adeguatamente è necessario che a essi giunga un flusso di sangue sufficiente (22% della gittata cardiaca, 1100 mL). In caso di ipoperfusione lieve il rene mantiene costante la frazione di filtrazione e il flusso ematico renale con meccanismi di compensazione.
I recettori posti nelle pareti delle arteriole afferenti in risposta a una riduzione della pressione ematica vengono stimolati e inducono vasodilatazione attraverso il riflesso miogeno, determinando così un'autoregolazione del flusso sanguigno. Una minore perfusione renale si riflette in un minor flusso di sodio a livello del tubulo distale che determina una maggiore secrezione di renina da parte dell'apparato iuxtaglomerulare.
La escrezione di sodio viene relativamente aumentata. La renina converte l'angiotensinogeno in angiotensina I, che a sua volta viene convertita in angiotensina II la quale a sua volta costringe l'arteriola efferente facendo rimanere stabile la velocità di filtrazione glomerulare, aumentando la frazione di filtrazione e aumentando la sintesi di prostaglandine, che sono vasodilatatrici. In caso di ipoperfusione grave questi meccanismi compensatori non sono sufficienti a ripristinare una normale VFG e un normale flusso ematico renale. In pazienti anziani o malati l'assunzione di farmaci (FANS, ACE-inibitori e sartani) anche un'ipoperfusione lieve può causare IRA.
Il flusso di sangue renale può essere compromesso da:
- Insufficiente gittata cardiaca legata a scompenso cardiaco. La diagnosi si pone di norma con l'ecocardiografia che valuta la funzionalità cardiaca e la frazione di eiezione. Da notare che uno scompenso cardiaco cronico è causa di (o può aggravare una) insufficienza renale cronica, mentre un'improvvisa riduzione della gittata cardiaca (scompenso acuto di cuore) si accompagna a IRA.
- Riduzione del volume di sangue circolante per emorragie o più frequentemente (specie nelle persone anziane) per disidratazione. Nel primo caso la diagnosi si pone con la valutazione clinica e con l'emocromo, nel secondo un sistema semplice e spesso (anche se non sempre) efficace è quello di valutare la pressione arteriosa e la frequenza cardiaca in clinostatismo (cioè a paziente coricato) e subito dopo in ortostatismo (in piedi): una riduzione dei valori di pressione sistolica di oltre 20 mmHg e un aumento della frequenza cardiaca sono indicativi di disidratazione.
- Stenosi (da aterosclerosi), compressione (da tumori degli organi vicini) o riduzione di calibro anche congenita delle arterie che portano il sangue ai reni (arterie renali). Anche qui il danno può instaurarsi acutamente e causare IRA, o in maniera lenta e progressiva e causare insufficienza renale cronica. La diagnosi si pone con l'ecografia, l'ecodoppler delle arterie renali, l'angio-TAC o l'arteriografia. La terapia delle stenosi arteriose consiste nella dilatazione delle arterie (di norma effettuata penetrando attraverso un vaso inguinale, quindi senza un intervento chirurgico laparotomico) cui può seguire il posizionamento di uno stent arterioso.

Molte delle alterazioni riportate sopra possono instaurarsi anche lentamente, causando in tal caso un'insufficienza renale a più lenta evoluzione, quindi di tipo cronico.

### IRA renale
- Le arterie renali si suddividono all'interno del rene in vasi sempre più piccoli che giungono ai glomeruli renali. Questo sistema vascolare intrarenale può essere sede di processi arteriosclerotici che riducono lentamente e progressivamente il calibro dei vasi e quindi il flusso di sangue ai glomeruli (si parla di nefro angiosclerosi); tuttavia, in conseguenza di brusche variazioni pressorie, interventi sui vasi addominali o anche per motivi non noti, le arteriole possono acutamente ostruirsi. A volte è ipotizzabile (e a volte anche dimostrabile, ma solo con la biopsia renale) che l'acuto peggioramento sia dovuto a microemboli di colesterolo. In tal caso si ha una IRA, le cui cause non sempre sono facili da identificare e che frequentemente non ha una terapia specifica.
- Danni glomerulari: i processi che danneggiano i glomeruli renali prendono il nome di glomerulonefriti. Esse possono essere croniche o acute e possono alterare la funzionalità renale lentamente e progressivamente o determinare IRA. Per una trattazione delle singole malattie si rimanda alla voce glomerulonefrite e alle singole patologie. Un esempio di glomerulonefrite acuta è la glomerulonefrite poststreptococcica, malattia acuta, che spesso determina una rapida e importante compromissione della funzione renale, di solito completamente reversibile.
- Il filtrato glomerulare scorre dai glomeruli ai tubuli renali dove subisce importanti modificazioni che ne riducono il volume, risparmiano sostanze utili e lo trasformano in urina che viene escreta. Un danno al sistema tubulare renale altera questo processo compromettendo la funzione renale. Spesso il danno tubulare è dovuto a una riduzione improvvisa del flusso di sangue al rene. Ciò ad esempio si verifica dopo una copiosa emorragia che determina una grave e prolungata riduzione della pressione arteriosa.
- L'ipotensione comporta un'improvvisa riduzione del flusso di sangue ai tubuli e, di conseguenza, la necrosi di alcuni di essi (necrosi tubulare acuta). Questa si rende clinicamente evidente con un rapido e importante peggioramento della funzione renale che frequentemente può essere reversibile.

Un'altra possibile causa di danno tubulare e del tessuto situato fra i tubuli (detto tessuto intestiziale) sono i farmaci (Nefropatia da mezzo di contrasto). Il danno in questo caso può instaurarsi lentamente (come ad es. il danno tossico da analgesici non steroidei o FANS) e in tal caso causare un'insufficienza renale cronica, oppure instaurarsi rapidamente o per alterazioni acute dell'emodinamica renale (danno acuto da FANS) o con un meccanismo immuno-allergico (in un terzo dei casi causato da antibiotici) causando IRA.
Quest'ultimo fenomeno (nefrite interstiziale acuta da farmaci) è immunologicamente simile a un'allergia in cui è coinvolto elettivamente il rene. Si ha quindi un'intensa reazione con infiltrazione del tessuto interstiziale da parte di globuli bianchi; il tessuto compresso e alterato perde rapidamente la sua funzionalità e si genera una IRA. Una rapida identificazione della patologia, la rimozione della causa (il farmaco che l'ha generata) e la terapia (di norma con cortisonici) può condurre a una guarigione rapida e completa.
Anche alcune infezioni (da Legionella, Leptospira, Citomegalovirus, Streptococcus, ecc. possono causare un danno tubulo-interstiziale acuto con IRA. Esistono inoltre molte altre cause più rare di danno tubulare renale (o tubulo-interstiziale) per la cui trattazione si rimanda alle voci specifiche (ad esempio rabdomiolisi).

### IRA post renale
La perdita, anche improvvisa, della funzionalità di un rene (se il controlaterale funziona correttamente) è, di per sé, asintomatica. In altri termini, è perfettamente noto che l'asportazione di un rene (ad esempio nei casi di donazione di rene da vivente) non modifica la funzionalità renale globale dell'individuo, in quanto il rene superstite è perfettamente in grado di vicariare la funzione del rene asportato e il volume del filtrato glomerulare rimane nei limiti della norma. A comprova di ciò vi è il fatto che esistono persone con un solo rene dalla nascita (condizione di monorene congenito) che ignorano tale condizione che viene scoperta solo casualmente.
Pertanto, se un processo patologico (un calcolo ad esempio) ostruisce un uretere in un individuo con il rene controlaterale funzionante, la sintomatologia dolorosa (colica renale) non si accompagnerà a peggioramento della funzione renale. Ma se il rene controlaterale è compromesso (o mancante) si avrà una IRA.
L'ostruzione può essere a qualsiasi livello del sistema escretore (pelvi renale, uretere, vescica e uretra) causata da una concrezione calcolotica (molto più frequente), da un tumore intrinseco all'organo o da una compressione estrinseca (da masse esterne che lo comprimono). Se essa si genera rapidamente si avrà IRA (come nel caso di un calcolo che ostruisce l'uretere di una persona con un unico rene), mentre se si genera più lentamente (come ad es. l'ostruzione da iperplasia prostatica benigna) si genera un'insufficienza renale cronica da ostruzione cronica delle vie escretrici.

## Fisiopatologia
Nella prima fase, di tipo funzionale si ha oliguria ipertonica, acidosi metabolica e iperkaliemia.